# Terrorismo e a União Soviética
A União Soviética e alguns estados comunistas foram acusados em inúmeras ocasiões de patrocinar o terrorismo internacional, especialmente durante a Guerra Fria. A OTAN e também os governos italiano, alemão e britânico viram a violência na forma de "organizações comunistas de combate" como uma ameaça séria.

## Apoio a organizações terroristas
Segundo o desertor soviético Grigori Besedovsky, o NKVD estava coordenando diretamente uma série de atentados na Polônia desde a década de 1920. O maior bombardeio, contra a Cidadela de Varsóvia em 13 de outubro de 1923, destruiu uma grande instalação de armazenamento de munição militar, matando 28 e ferindo 89 soldados poloneses. Outro atentado a bomba em 23 de maio de 1923 na Universidade de Varsóvia matou várias pessoas, incluindo o professor Roman Orzęcki. Outros bombardeios aconteceram em Częstochowa, Cracóvia e Białystok.
Os serviços secretos soviéticos foram descritos pelos desertores da GRU Viktor Suvorov e Stanislav Lunev como "os principais instrutores de terroristas em todo o mundo". O terrorismo era visto pela liderança soviética como a única maneira de reduzir o desequilíbrio entre o poder militar e econômico da URSS contra o mundo ocidental. Segundo Ion Mihai Pacepa, o general da KGB Aleksandr Sakharovsky disse uma vez: "No mundo de hoje, quando as armas nucleares tornaram a força militar obsoleta, o terrorismo deve se tornar nossa principal arma". Ele também afirmou que "o sequestro de avião é uma invenção minha" e que somente em 1969, 82 aviões foram sequestrados em todo o mundo pela OLP, financiada pela KGB.
Após a derrota dos estados árabes controlados pelos soviéticos na guerra dos Seis Dias de 1967, a União Soviética iniciou uma ampla campanha secreta contra Israel, envolvendo propaganda e apoio militar direto (financiamento, armas, treinamento) a grupos terroristas que declaravam Israel como inimigo. Além disso, a URSS tomou a decisão de aumentar o sentimento anti-israelense, disseminando propaganda antissionista e até fazendo referência a tropos antissemitas anteriores da cultura ocidental, como as teorias da conspiração maçom-judeu. O objetivo geral da campanha era espalhar a ideia de que o estado de Israel era um estado imperialista opressivo, construído em termos injustos, um sentimento expresso na Resolução 3379 da Assembleia Geral da ONU, criada pelos soviéticos. Enquanto isso, foi promovida a causa do povo palestino que havia sofrido deslocamento e deportação em massa com o estabelecimento do estado de Israel e as guerras subsequentes na região, e a URSS deu apoio ativo a certos grupos rebeldes palestinos cujo principal método de luta é caracterizado como terrorismo, como a Organização de Libertação da Palestina (OLP).
O tenente-general Pacepa descreveu a operação "SIG" ("governos sionistas "), criada em 1972 para virar o mundo árabe contra Israel e os Estados Unidos. Segundo Pacepa, as seguintes organizações receberam assistência do KGB e de outros serviços de inteligência do Bloco Oriental: OLP, Exército de Libertação Nacional da Bolívia (criado em 1964 com a ajuda de Ernesto Che Guevara), Exército de Libertação Nacional da Colômbia (criado em 1965 com ajuda de Cuba), Frente Democrática de Libertação da Palestina em 1969 e Exército Secreto de Libertação da Armênia em 1975.
O líder da OLP, Yasser Arafat, estabeleceu uma estreita colaboração com o serviço Securitate romeno e a KGB soviética no início da década de 1970. O treinamento secreto dos guerrilheiros da OLP foi fornecido pela KGB. No entanto, as principais atividades da KGB e remessas de armas foram canalizadas através de Wadie Haddad, da organização DFLP, que geralmente ficava em uma dacha da KGB (BARVIKHA-1) durante suas visitas à União Soviética. Liderado por Carlos, o Chacal, um grupo de combatentes da PFLP realizou um ataque espetacular ao escritório da Organização dos Países Exportadores de Petróleo em Viena, em 1975. O aviso prévio desta operação "foi quase certamente" dado à KGB. Faisal al-Shammeri credita aos serviços especiais soviéticos o patrocínio de organizações terroristas internacionais que surgiram na Líbia nos anos 70-80, Organização de Libertação da Palestina, Frente Popular de Libertação da Palestina, bem como a continuação dessas políticas após a queda da URSS.
A Facção do Exército Vermelho na Alemanha foi durante anos apoiada pelo Stasi, serviço de segurança da Alemanha Oriental. Em 1978, parte do grupo da RAF (Brigitte Mohnhaupt, Peter Boock, Rolf Wagner, Sieglinde Hoffmann) estava escondido em um esconderijo de Służba Bezpieczeństwa (SB) no distrito de Mazury, na Polônia, onde escaparam pela Iugoslávia. Durante a estadia, eles treinaram em conjunto com agentes árabes e também se esconderam da polícia alemã durante uma intensa busca pelos membros do grupo na Alemanha Ocidental. Carlos, o Chacal, e outros terroristas de destaque, como Abu Nidal, Abu Daoud e Abu Abbas, desfrutaram de proteção nos esconderijos da SB na Polônia, especialmente na década de 1980. A Polônia comunista também foi usada como país de trânsito para transferências de dinheiro e armas para essas organizações.
Várias operações notáveis foram conduzidas pela KGB para apoiar terroristas internacionais com armas sob as ordens do Partido Comunista Soviético, incluindo:
- Transferência de metralhadoras, rifles automáticos, pistolas Walther e cartuchos para o Exército Republicano Irlandês Oficial pelo navio de inteligência soviético Reduktor (operação SPLASH) em 1972 para atender a um pedido pessoal de armas de Michael O'Riordan.[19]
- Transferência de lançadores de granadas antitanque RPG-7, minas SNOP controladas por rádio, pistolas com silenciadores, metralhadoras e outros armamentos para a Frente Popular de Libertação da Palestina por Wadi Haddad, que foi recrutado como agente da KGB em 1970 ( operação VOSTOK, "Leste").[20]

## Guerra Fria e terrorismo
Operações de sabotagem em larga escala podem ter sido preparadas pela KGB e GRU em caso de guerra contra os Estados Unidos, Canadá, Reino Unido e o resto da Europa, conforme alegado pelo historiador da inteligência Christopher Andrew no Mitrokhin Archive e em livros de ex-oficiais da GRU e SVR Victor Suvorov e Stanislav Lunev e Kouzminov. Entre as operações planejadas estavam as seguintes:
- Grandes esconderijos de armas foram escondidos em muitos países para os atos terroristas planejados. Eles estavam presos em armadilhas com dispositivos explosivos "Lightning". Um desses esconderijos, identificado por Mitrokhin, explodiu quando as autoridades suíças tentaram removê-lo dos bosques perto de Berna. Vários outros caches (provavelmente não equipados com os "Relâmpagos") foram removidos com sucesso.[24]
- Preparativos para sabotagem nuclear. Alguns dos esconderijos escondidos podem conter armas nucleares táticas portáteis conhecidas como "bombas de mala" RA-115, preparadas para assassinar líderes dos EUA em caso de guerra, segundo o desertor da GRU Stanislav Lunev. Lunev afirma que ele procurou pessoalmente esconderijos para esconderijos de armas na área de Shenandoah Valley e que "é surpreendentemente fácil contrabandear armas nucleares para os EUA", através da fronteira mexicana ou usando um pequeno míssil de transporte que pode deslizar sem ser detectado quando lançado de um avião russo.
- Planos extensos de sabotagem em Londres, Washington, Paris, Bonn, Roma e outras capitais ocidentais foram revelados pelo desertor da KGB Oleg Lyalin em 1971, incluindo um plano para inundar o metrô de Londres e entregar cápsulas de veneno a Whitehall. Essa divulgação desencadeou a expulsão em massa de espiões russos de Londres.[25]
- O líder do FSLN, Carlos Fonseca Amador, foi descrito como "um agente confiável" nos arquivos da KGB. "Os guerrilheiros sandinistas formaram a base para um grupo de sabotagem e inteligência da KGB estabelecido em 1966 na fronteira mexicana com os EUA".[26]
- Interrupção do fornecimento de energia em todo o estado de Nova York pelas equipes de sabotagem da KGB, que seriam baseadas ao longo do rio Delaware, no Big Spring Park.[27]
- Um plano "imensamente detalhado" para destruir "refinarias de petróleo e oleodutos e gasodutos em todo o Canadá, da Colúmbia Britânica a Montreal "(operação "Cedar") foi preparado, o que levou doze anos para ser concluído.[28]
- Um plano de sabotagem da Hungry Horse Dam em Montana.
- Um plano detalhado para destruir o porto de Nova York (alvo GRANIT); os pontos mais vulneráveis do porto foram marcados nos mapas.

Segundo Lunev, um cenário provável em caso de guerra seria o envenenamento do rio Potomac com armas químicas ou biológicas, "visando os moradores de Washington, DC" Ele também observou que é "provável" que os agentes da GRU tenham já colocou "suprimentos de veneno perto dos afluentes dos principais reservatórios dos EUA". Essa informação foi confirmada por Alexander Kouzminov, responsável pelo transporte de patógenos perigosos de todo o mundo para o programa soviético de armas biológicas nos anos 80 e no início dos anos 90. Ele descreveu uma variedade de atos terroristas biológicos que seriam executados por ordem do presidente russo em caso de hostilidades, incluindo envenenamento de suprimentos públicos de água potável e plantas de processamento de alimentos. No final da década de 1980, a União Soviética "era o único país do mundo que poderia iniciar e vencer uma guerra biológica global, algo que já tínhamos estabelecido para o qual o Ocidente não estava preparado", segundo Kouzminov.

## 2
1. ↑  
Crozier, Brian (2005). Political Victory: The Elusive Prize Of Military Wars. Transaction Publishers. New Brunswick, New Jersey: [s.n.] pp. 202–203. ISBN 9781412831277. At its height, communism was the major threat to world peace, and by far the major source of international terrorism: that is, communist-inspired and/or communist-supported terrorism. Its hold on terrorist movements was not universal, however [...].
2. ↑  Paoletti, Ciro (30 de dezembro de 2007). A military history of Italy. Praeger Publishers. [S.l.: s.n.] ISBN 978-0-275-98505-9
3. ↑  Grigori Besedovsky (1931). Revelations of a Soviet Diplomat. London: [s.n.] 127 páginas
4. ↑  Viktor Suvorov Inside Soviet Military Intelligence Arquivado em 2005-08-30 no Wayback Machine, 1984, ISBN 0-02-615510-9.
5. 1 2  Viktor Suvorov Spetsnaz Arquivado em 2005-09-10 no Wayback Machine, 1987, Hamish Hamilton Ltd, ISBN 0-241-11961-8.
6. ↑  Russian Footprints Arquivado em 2007-02-13 no Wayback Machine - by Ion Mihai Pacepa, National Review Online, August 24, 2006
7. ↑  Spier. «'Zionists and freemasons' in Soviet propaganda». Patterns of Prejudice. 13: 1–5. ISSN 0031-322X. doi:10.1080/0031322X.1979.9969479
8. ↑  From Russia With Terror, FrontPageMagazine.com, interview with Ion Mihai Pacepa, March 1, 2004
9. ↑  The KGB and the Battle for the Third World, pages 250-253
10. ↑  The KGB and the Battle for the Third World, page 145
11. ↑  «Russia and the origins of terrorism». Arab News (em inglês). 9 de junho de 2019. Consultado em 10 de junho de 2019
12. ↑  (www.dw.com), Deutsche Welle. «My Mother, the Terrorist | Germany | DW.COM | 14.03.2006». DW.COM. Consultado em 16 de setembro de 2015
13. ↑  Röhl, Bettina (2008). Zabawa w komunizm. [S.l.: s.n.] ISBN 9788360335963
14. ↑  «Terroryści pod ochroną wywiadu SB». 14 de dezembro de 2009. Consultado em 16 de setembro de 2015
15. ↑  «Słynny terrorysta: Polski rząd szkolił naszych ludzi». Consultado em 16 de setembro de 2015
16. ↑  Times, Youssef M. Ibrahim, Special To The New York (28 de novembro de 1989). «Abu Nidal Is Reportedly Placed Under House Arrest by Libyans». The New York Times. ISSN 0362-4331. Consultado em 16 de setembro de 2015
17. ↑  «The Montreal Gazette - Google News Archive Search». news.google.com. Consultado em 16 de setembro de 2015
18. ↑  «Most: Tajna operacja Mossadu w Polsce - www.Focus.pl - Poznać i zrozumieć świat». Historia.Focus.pl. Consultado em 16 de setembro de 2015
19. ↑  KGB in Europe, page 502
20. ↑  This operation was sanctioned personally by Leonid Brezhnev in 1970. The weapons were delivered by the KGB vessel Kursograf. - KGB in Europe, pages 495-498
21. ↑  Mitrokhin Archive, The KGB in Europe, page 472-476
22. ↑  Victor Suvorov, Spetsnaz, 1987, Hamish Hamilton Ltd, ISBN 0-241-11961-8
23. ↑  Alexander Kouzminov Biological Espionage: Special Operations of the Soviet and Russian Foreign Intelligence Services in the West, Greenhill Books, 2006, ISBN 1-85367-646-2 «Archived copy». Consultado em 5 de dezembro de 2007. Cópia arquivada em 25 de abril de 2005
24. ↑  The KGB in Europe, page 475-476
25. ↑  KGB in Europe, page 499-500
26. ↑  The KGB in Europe, page 472-473
27. ↑  The KGB in Europe, page 473
28. ↑  The KGB in Europe, page 473-474
29. ↑  Lunev, pages 29-30
30. ↑  Kusminov, pages 35-36.